# Antoni Bonifacy Reimann
Antoni Bonifacy Reimann OFM (ur. 15 maja 1952 w Kadłubie Turawskim) − polski biskup rzymskokatolicki, biskup Wikariatu Apostolskiego Ñuflo de Chávez w Boliwii, franciszkanin z Prowincji św. Jadwigi we Wrocławiu.

## Życiorys
Antoni Reimann urodził się w Kadłubie Turawskim koło Opola, w rodzinie Konrada i Konstantyny z domu Panitz. Do franciszkanów wstąpił w 1972. Nowicjat ukończył w 1973. Śluby wieczyste złożył 2 lutego 1978. Studia filozoficzno-teologiczne ukończył w Wyższym Seminarium Duchownym Franciszkanów w Kłodzku. Święcenia prezbiteratu przyjął w 1979 z rąk arcybiskupa Henryka Gulbinowicza, metropolity wrocławskiego. W latach 1979–1982 był wikariuszem parafialnym w parafii pw. św. Antoniego we Wrocławiu, po czym udał się w charakterze misjonarza do Boliwii. 31 października 2001 otrzymał nominację biskupią od papieża Jana Pawła II. 1 grudnia 2001 konsekrowany na biskupa w katedrze w Concepción. Aktualnie jest Przewodniczącym Rady ds. Ewangelizacji w Konferencji Episkopatu Boliwii oraz biskupem Wikariatu Apostolskiego Ñuflo de Chávez w Boliwii.
W marcu 2020 roku został zakażony koronawirusem SARS-CoV-2 i został przewieziony do szpitala w Santa Cruz de la Sierra.